# Ратко Сарић
Ратко Сарић (Ваљево, 1. март 1916 — Београд, 11. јануар 1991) био је позоришни, филмски и телевизијски глумац, најпознатији по улози Деда Пауна.
Током своје богате глумачке каријере играо је: Калчу, Манета, Чебуткина, Тошека, Финлија, Јованчу, Јеротија, Срету Нумеру, Ујка Васу, Каплар Љубу, Вука Бубала, Станка Веселицу, Бокчила, Козловића, Вудригу, Јоне Гудмана...
На стогодишњицу од његовог рођења, одржана је промоција књиге Мој отац, Ратко Сарић, где глумчева ћерка открива многе детаље Сарићевог живота. Ратко је оставио неизбрисив траг у Нишком театру, где је глумио пуних 14 година.

## Улоге
| Год.       | Назив                              | Улога                |
| ---------- | ---------------------------------- | -------------------- |
| 1950.-те   |                                    |                      |
| 1951.      | Мајор Баук                         | Четник               |
| 1960.-те   |                                    |                      |
| 1966.      | Њен први чај (ТВ)                  |                      |
| 1967.      | Еуридика (ТВ)                      |                      |
| 1967.      | Оптимистичка трагедија             |                      |
| 1967.      | Волите се људи (ТВ серија)         |                      |
| 1967.      | Смоки (ТВ серија)                  |                      |
| 1967.      | Дежурна улица (ТВ серија)          | Васа                 |
| 1968.      | Самци (ТВ серија)                  |                      |
| 1968.      | Бекство (ТВ)                       | Африкан Архиепископ  |
| 1968.      | Капути                             |                      |
| 1968.      | Пријатељство, занат најстарији     |                      |
| 1967-1968. | Парничари (ТВ серија)              | Паун                 |
| 1968.      | Горски цар                         |                      |
| 1968.      | Код Лондона                        |                      |
| 1969.      | Подвала (ТВ филм)                  |                      |
| 1969.      | На дан пожара                      | келнер               |
| 1969.      | Лећи на руду                       |                      |
| 1969.      | Баксуз (ТВ серија)                 |                      |
| 1969.      | Самци 2 (ТВ серија)                |                      |
| 1969.      | Рађање радног народа               | погребник            |
| 1969.      | Музиканти                          | газда Чеда           |
| 1970.-те   |                                    |                      |
| 1970.      | Србија на Истоку (ТВ)              |                      |
| 1970.      | Удовиштво госпође Холројд          |                      |
| 1970.      | Љубав на сеоски начин              | деда Паун            |
| 1970.      | Милораде, кам бек                  | деда Паун            |
| 1971.      | Дипломци                           | Димитрије            |
| 1971.      | Хроника паланачког гробља          |                      |
| 1972.      | Грађани села Луга                  | Алекса               |
| 1972.      | Мајстори (ТВ серија)               | ауто-механичар Крле  |
| 1974.      | Молим, насмешите се                |                      |
| 1974.      | Кошава (филм)                      | Јоца Костић          |
| 1975.      | Живот је леп                       | чика Митке           |
| 1975.      | Ђавоље мердевине                   |                      |
| 1976.      | Извињавамо се, много се извињавамо | кондуктер у возу     |
| 1976.      | Џангризало                         | Кувар у пензији      |
| 1977.      | Част ми је позвати вас             | Ратко                |
| 1978.      | Повратак отписаних (ТВ серија)     | Тоза                 |
| 1979.      | Слом                               | Алекса Тодоровић     |
| 1980.-те   |                                    |                      |
| 1980.      | Последња вожња                     |                      |
| 1980.      | Велика потрага                     |                      |
| 1980.      | Само за двоје                      | службеник            |
| 1981.      | Седам секретара СКОЈ-а             |                      |
| 1982.      | Приче из радионице                 | човек на ауто-отпаду |
| 1982.      | Докторка на селу                   | Тика                 |
| 1982.      | Приче преко пуне линије            |                      |
| 1985.      | Томбола                            | Ћосин отац           |
| 1986.      | Одлазак ратника, повратак маршала  |                      |
| 1986.      | Медвед 007                         |                      |
| 1986.      | Хајде да се волимо                 | деда Радован         |
| 1988.      | Балкан експрес 2                   | Видар                |
| 1989.      | Балкан експрес 2 (ТВ серија)       | Видар                |
| 1989.      | Сазвежђе белог дуда                | чика Слава           |
| 1990.-те   |                                    |                      |
| 1991.      | Секула се опет жени                | власник кафане       |